# Zeitgenössische Vokalmusik
Die zeitgenössische Vokalmusik fasst die Kompositionen der Neuen Musik nach 1945 für eine oder mehrere Stimmen zusammen.

## Vom Textsinn zum Klang oder Sprache und Musik

### Befreiung von der Semantik
Die Sprache ist eine absolut menschliche Errungenschaft der Evolution. Sie weist bestimmten Lauten und Lautkombinationen eine ebenso bestimmte Bedeutung zu und kombiniert damit Klang und Bedeutung. Für die klanglichen Aspekte der Sprache hat sich die Wissenschaft der Phonetik herausgebildet, die Bedeutungslehre hat entsprechend dazu die Semantik.
Kombiniert man nun Sprache mit Gesang, erhalten die klanglichen Anteile der Sprache einen weiteren Zuwachs an Wichtigkeit. Gesang hebt die normale Sprache auf eine andere Ebene. Dass Gesang auch ohne wortgebundenen semantischen Inhalt auskommen kann, beweisen Liedtexte von jeher; vom volksliedhaften „la la la“ bis „awopbopaloobop alopbamboom“ (Little Richard) hat die vokale Musik immer auch wortlose, dem reinen Klang verpflichtete Laute gekannt, die im jazzorientierten, improvisierten Scatgesang ihre deutlichste Existenzberechtigung erhielten.
Lautmalerische Elemente finden sich auch in der sogenannten ernsten Musik, man denke nur an Richard Wagners Neuschöpfungen „Hojotoho“ und „Wagalaweia“.
Trotzdem bleiben diese Einwürfe in einem Kontext, der den Rahmen der Semantik nicht sprengt. Auch in der koloraturenreichsten Arie finden sich Hinweise auf einen Hintergrund, in dem sie stehen, einen Sinnzusammenhang, der nicht vollends verschleiert wird. Ein Gesangsstück, in dem durchweg nur klangliche Elemente der Stimme in den Vordergrund treten, bleibt die Ausnahme.
Als Beispiel kann die Arie „Diggi, daggi, schurry, murry“ von Wolfgang Amadeus Mozart aus der Oper Bastien und Bastienne gelten, deren Text vollständig aus ebendiesen Worten besteht. Hiermit sollen für den Zuschauer auf und vor der Bühne geheimnisvolle fremde Zauberworte dargestellt werden. Der komplette Bedeutungsverlust des Textes verstärkt das ohnehin unverständliche Brimborium des Zauberers Colas, der darauf Wert legt, von seinem Publikum gerade nicht verstanden zu werden.
Nach 1945 stellte sich die Situation anders dar. Nachdem die von den Nationalsozialisten verfemten Komponisten wieder aufgewertet wurden, war ein Neubeginn gefragt, sowohl in der Instrumentalmusik als auch im gesanglich-sprachlichen Bereich. „Wenn Sprache musikalischen Klang und musikalischen Sinn erhalten soll, muß sie aus der Abhängigkeit ihrer Ver-Tonung entlassen werden, muß sich der Sinn vom Wortklang lösen, gilt es, ihre ‚materiale Struktur’ zu beachten“, sinnierte Dieter Schnebel. Zwischen Klang und Wortsinn tat sich ein weites Experimentierfeld auf, das Dichter und Musiker beeinflussten.
Richtungsweisend wurde hier der Serialismus, der auf der Zwölftontechnik von Arnold Schönberg beruhte. Alle musikalischen Parameter wie Tonhöhe, Dauer, Lautstärke und Farbe wurden nach dem Schönbergschen Reihenprinzip („seriell“) geordnet. In der Vokalmusik teilte Luigi Nono den Text – der sich schwer seriell ordnen ließ – in einzelne Silben und schuf damit ein geeignetes Modell zur seriellen Komposition.
Schnebels Schritt zur Verselbständigung des Sprachklanges geschieht im Geistlichen Lied (später dt 31,6) für Chor von 1956. Ein Text liegt der seriellen Komposition zwar noch zugrunde (Dtn 31,6 ), vertont wird er allerdings nicht mehr. Die Universalität der Aussage, ihre Über-Sprachlichkeit, drückt Schnebel dadurch aus, dass er den hebräischen „Urtext“ auf Griechisch, Lateinisch, Deutsch, Englisch, Französisch und Russisch übersetzt und aus diesen Sprachen die Phoneme exzerpiert, welche die Grundlage des Stückes bilden. Zum Teil belässt Schnebel sie in ihrem ursprünglichen Zusammenhang und ordnet jeder Silbe einem Ton zu. Weitere Phoneme werden verlängert, zerdehnt zum eigenen Klangprozess. Ähnlich Luigi Nonos „canto sospeso“ werden dabei die einzelnen Phoneme des Wortes unter die Stimmen verteilt. Das geschieht auch bei den überdehnten und dadurch verfremdeten Silben wie „s-a-ä-i-t“ (seid), „ä-t“ (êtes) oder „go-o-u-t“ (Gott). Zur Verdeutlichung dieser Grundlage schrieb Schnebel in den 1960er Jahren die Textverteilung noch einmal unter die eigentliche Partitur, die für die 15 Vokalisten der Schola Cantorum Stuttgart unter Clytus Gottwald gedacht war.
Die serielle Kompositionstechnik, die Schnebel bei diesem Werk noch anwandte, lief dem Text nach Schnebels Aussage teilweise stark zuwider, erlaubte aber eben auch mehrsprachige Schichtungen. Sollte die serielle Kompositionstechnik es gestatten, verschiedene Laute miteinander zu vermischen, konnte Schnebel in seltenen Fällen verständliche Sprachfragmente einarbeiten. Der Anteil an verständlichen Texten blieb jedoch im Gesamtwerk gering. Das versuchte der Komponist durch die musikalische Verdeutlichung des Textinhalts wettzumachen, die etwas Tröstendes und Beruhigendes ausstrahlen soll.
Den Durchbruch für einen absolut klangzentrierten Vokalkompositionsstil ohne Wortgrundlage schafft Karlheinz Stockhausen mit dem Gesang der Jünglinge im Feuerofen von 1956 für Chor und Elektronische Instrumente. Unverständlicher Sprachklang, Wortbrocken, Gesangsfetzen werden elektronisch verändert, technisch verfremdet und zu einem neuen Klang umgeformt.
Gleichfalls komponiert György Ligeti seine Aventures (1962) und Nouvelles Aventures für Chor (1962–1965). Diese Werke konzentrieren sich stark auf den phonetischen Klang an sich, ohne die Sänger tatsächlich sprachlich artikulieren zu lassen.

### Lautpoesie: Musikalischer (Neo-)Dadaismus
Kroklokwafzi? Semememi!

Seiokrontro – prafriplo:

Bifzi, bafzi; hulalemi:

quasti basti bo...

Lalu, lalu lalu lalu la!

Hontraruru miromente

zasku zes rü rü?

Entepente, leiolente

klekwapufzi lü?

Lalu lalu lalu lalu la!

Simarar kos malzipempu

silzuzankunkrei (;)!

Marjomar dos: Quempu Lempu

Siri Suri Sei [ ]!

Lalu lalu lalu lalu la!
Dieses Gedicht, benannt Das große Lalulā, verfasst 1905 von Christian Morgenstern, ist eines der bekanntesten aus der literarischen Gattung der Lautpoesie. Hugo Ball bezeichnet sie in einem Tagebucheintrag so:
„Ich habe eine neue Gattung von Versen erfunden, ‚Verse ohne Worte’ oder Lautgedichte, in denen das Balancement der Vokale nur nach dem Werte der Ansatzreihe erwogen und ausgeteilt wird.“
In Balls erstem „dadaistischem Manifest“ von 1916 schreibt er von seinem Wunsch, vollkommen auf die „durch den Journalismus verdorbene und unmöglich gewordene Sprache“ zu verzichten.
Eine große Rolle spielt für die Lautpoesie ihr gesprochener Vortrag, der neben dem Text an sich ebenso ein gewichtiger Teil des Kunstwerkes ist. Vergleiche mit früheren Lautpoeten lassen sich deshalb oft nur über Tondokumente anstellen (Morgensterns eigene akustische Version des „Großen Lalula“ ist aus diesem Grunde unbekannt).
Michael Lentz schreibt:

„Das Lautgedicht ist ein Genre der akustischen Kunst im intermedialen Grenzbereich von Poesie und Musik, das […] das gesamte menschliche Geräuschpotenzial erfahrbar macht. […] Lautgedichte als auditive Irritationsexperimente (Martin Maurach) tasten von der untersten Einheitenebene eines Einzellauts bis zu einem hierarchisch substrukturierten, mit den Inventaren von Syntax, Semantik und Prosodik beschreibbaren Textganzen klangliche Eigenschaften von Sprachlauten und Stimmenmerkmalen ab. Mit ihrer ausdrucksorientierten, häufig emotionsbesetzten artikulatorischen Gestik (Gerhard Rühm) lassen sie dabei oft den Höreindruck einer Nachahmung von Gestik und Artikulationsfluss von Realsprachen entstehen.“

Die Notationsversuche der Lautpoeten sind vielfältig und für Uneingeweihte zum Teil kaum zu entziffern, bezeichnend ist aber der Versuch, mit musikalischer Notenschrift zu arbeiten. Kurt Schwitters bezeichnet demnach auch eines seiner bekanntesten Werke als Ursonate und legt eine Partitur dazu an, die zwar auf Notensystem und Rhythmik verzichtet, aber den Text bereits in Abschnitte teilt, die von der Sonatenform übernommen sind, und über die Texte Sprechanweisungen wie „emotional“ setzt. In der Aufnahme überwiegt der melodische Sprechgesang auf sinnfreien Lauten, allerdings gestaltet sich der Übergang zum Singen oft fließend.
Umgekehrt lässt sich die Komposition „Emil“ für Stimme allein von Carola Bauckholt als lautpoetische Komposition auffassen. Ebenso wie bei Schwitters werden bestimmte, sinnfreie Lautkombinationen wiederholt, diesmal allerdings auf vorgeschriebener notierter Tonhöhe. Am Ende der Komposition wird der musikalische Rahmen sogar verlassen, und in lautpoetischer Tradition ein gesprochener Text angefügt, der in phonetischen Symbolen notiert ist. Die Übersetzung ins deutsche wird daneben geschrieben.

## Die Stimme als Instrument

### Sprechen, Singen, Sprechgesang
Anknüpfend an Richard Wagner, Claude Debussy und vor allem Arnold Schönberg verschwindet die traditionelle Singstimme immer mehr zugunsten des gesprochenen Wortes und anderer Ausdrucksmöglichkeiten der Stimme, die dem klassischen Schöngesang fern lagen. Schönberg selbst spitzt die Polarisierung zwischen Sprechgesang und Belcanto in seiner Oper
Moses und Aron zu, indem er Moses als ausschließlichen Vertreter des Gotteswortes agieren lässt und seine Partie durchgehend im Sprechgesang gestaltet, während sein Mitstreiter und späterer Widersacher Aron sich der ausgebildeten Belcanto-Sängerstimme bedienen darf.
Eine ganze Opernpartie im Sprechgesang zu komponieren erfordert ein ausgeprägtes Selbstbewusstsein des Komponisten für die Tragfähigkeit dieser Äußerungsart. Im Pierrot Lunaire bereits angelegt, ist es der durchgängige Sprechgesang, der Moses am besten charakterisiert. Alban Bergs Wozzeck ist noch konsequenter und gestaltet auch die anderen Partien weitgehend auf diese Art.
Das Schlagwort „prima la musica, e poi le parole“ (‚Zuerst die Musik, dann die Worte‘) wird umgedreht: Gerade die höhere Textverständlichkeit des Sprechgesangs und des gesprochenen Worts trägt zu einer neuen Ausdrucksqualität bei, die nicht von bezaubernden Vokalisen verbrämt wird, sondern sich ganz auf den Textinhalt konzentrieren kann. Beim Sprechgesang hat man überdies noch die ungefähre Tonhöhe im Ohr, die an Gesang erinnert, ihn aber nicht voll zum Tragen kommen lässt, so dass sich die Stimme noch eher im musikalischen Ablauf einfügen kann.
Werke für reine Sprechstimme und ein oder mehrere Instrumente wie Die Weise von Liebe und Tod des Cornets Christoph Rilke von Viktor Ullmann (das vor 1945 entstand) für Sprecher und Klavier oder Ein Überlebender aus Warschau von Arnold Schönberg verlassen sich ganz auf die hohe Qualität ihrer Texte oder ihren starken Ausdrucksgehalt. Werke für Sprechstimme solo müssen geräuschhafte und lautmalerische Elemente miteinbeziehen, um nicht die Grenzen zu einer anderen Gattung zu überschreiten.
Die Alte von Carola Bauckholt verwendet hierzu kaum zusammenhängende Satzfetzen, Atemgeräusche, Schluchzen, Kieksen, Kichern und Wimmern, bezieht viele audiovisuelle Signale der Körpersprache mit ein und verlässt sich ansonsten ganz auf die Darstellungskraft der – singenden Schauspielerin.
Oft findet sich auch eine Mischung von Sprechstimme und Gesang. Beide sind direkt kontrastierend nebeneinander gesetzt, vielleicht sogar um einige lautmalerische oder geräuschhafte Effekte angereichert. Besonders häufig ist dieser Wechsel in Younghi Pagh-Paans Flammenzeichen für Frauenstimme allein mit Schlaginstrumenten zu finden. Vom fünflinigen Notensystem wird in der Sprechstimme gewechselt auf eines mit einer oder zwei Linien, an die Notation eines Perkussionsinstrumentes erinnernd. Der Rhythmus wird ähnlich vorgegeben, nur bei reinem Text ist er freigestellt. Weiterhin unterscheidet Pagh-Paan auch in der Notation zwischen stimmhaften und stimmlosen Lauten.
Eindeutiger Vorteil des dem gesprochenen Wort angenäherten Gesangs ist die deutlichere Verständlichkeit und ein gesteigerter Ausdruck des Textes. Der Verlust der vokalen Linie ist dabei zunächst ein vom Komponisten erwünschter Nebeneffekt.
Umkehren tut sich diese Wirkung dann, wenn sich die gesanglichen Elemente derart vermindern, dass auch ein Schauspieler – durch den Ersatz des Notentextes mit Regieanweisungen – den gewünschten Effekt hervorbringen könnte. Damit wäre die Notwendigkeit für einen Sänger nicht mehr gegeben, und er würde sich nur noch dadurch auszeichnen, dass er die zugrunde liegende Partitur entziffern und deuten kann.

### Einbeziehung von Urlauten und Geräuschen
Helmut Lachenmann ist in seinem Werk temA für Flöte, Stimme (Mezzosopran) und Violoncello sehr genau mit Lauten und Geräuschen. Er fixiert nicht nur ihren exakten Platz im Zeitablauf, sondern legt auch fest, ob ein Geräusch auf dem Einatmen oder Ausatmen erklingen soll, welche Tonhöhe es hat (Lachenmann unterscheidet zwischen „hoher, halbhoher, halbtiefer und tiefer“ Sprechlage), und legt die Aktionen der Sängerin bis dahin fest, welche Vokalfärbung der gewünschte Konsonant haben soll. Auf die akustische Verständlichkeit der wenigen gesprochenen Texte legt er ausdrücklich keinen Wert. Im ganzen Werk findet sich keine melodische Linie für die Singstimme.
Dieter Schnebel, als ausgesprochen stimminteressierter Komponist, begann mit der Komposition der artikulatorisch orientierten Maulwerke sich intensiver mit dem Material Stimme zu befassen. Seine Forschungen führten ihn schließlich auf Laute zurück, die noch vor der Sprache und vor der Musik liegen: Atmen, schnalzen, summen, stöhnen etc., alles das, was die sinnliche Erscheinung der Sprache ausmacht. Besonders wichtig war ihm dabei die direkte Verbindung zwischen Lauten und Emotionen.

„In den Mundstücken [wie die Maulwerke im Arbeitstitel hießen] ist die Artikulation auf sich selbst gestellt. Hier äußert sich Inhalt überhaupt nicht mehr vermittelt, durchs Vehikel eines noch so rudimentären Textes, sondern direkt. Sprache wie Inhalt entstehen in der Artikulation. Wenn beispielsweise in einer Phase der Mund verschlossen bleibt, also die Lauterzeugung sich im Innern abspielt, so spricht die Sprache des zurückgezogenen ichs, in deren Lauten sich womöglich verborgene Regungen kundtun. Ist aber in einer anderen Phase ständig mit weit aufgerissenem Mund und aus vollem Hals zu agieren, mögen Aggressionen einen Ausgang finden und Protest, erlittene Qual oder auch Begeisterung nicht nur aus- sondern geradezu herausgedrückt werden.“

Schnebels kompositionstechnische Entwicklung bezieht sich von 1956 bis 1974 eng auf die Defragmentierung der Sprache. Von Sprachelementen, einzelnen Silben, seriell verwendet, Lauterzeugungsvorgängen und Klangphänomenen geht er bis zu den Wurzeln der Artikulation zurück, die gleichzeitig auch ursprüngliche Ausdrucksweisen erfahren lassen. An diesem stimmlichen Endpunkt – oder Anfangspunkt – angelangt, bezieht er schließlich auch vermehrt gestische Elemente in seine Kompositionen ein.
Die vokale Geräuschkomposition kann auch – freiwillig oder unfreiwillig – komische Züge annehmen. Ein Stück für Vokalquartett (Sopran, Alt, Tenor, Bass) eines zeitgenössischen Komponisten, das fast ausschließlich aus Würg-, Spuck- und Flatulenzgeräuschen bestand, sollte im Mozart-getränkten Wien schockierend und unappetitlich wirken, erntete bei der Wiederaufführung in Hannover jedoch schallendes Gelächter.
Ähnliche Effekte sind in Bauckholts „Die Alte“ durch die schauspielerischen Anteile der Komposition ansatzweise immanent, aber nicht ganz so deutlich. Je nach Interpretation der Sängerin kann sich hier der komische Effekt einstellen – oder auch nicht.
Bei Cathy Berberians Stripsody ist der komische Effekt durchaus gewollt. Die Komponistin verwendete Laute, die gewöhnlich in Comics auftauchen, und ließ sie von einem Grafiker zu einer graphischen Partitur zusammenstellen, die nur hoch, mittel und tief als Tonhöhen unterscheidet und auf diesen Linien Bilder oder graphisch gestaltete Worte platziert. Dazu soll die Interpretin, wo es angebracht ist, gestische Elemente einbeziehen. Berberian interpretiert dieses Werk in der ihr üblichen rasenden Geschwindigkeit, und der rasche Wechsel von Stimmungen und absurd nachgeahmten Geräuschen ohne inneren Bezug aufeinander wirkt bei entsprechender darstellerischer Begabung durchaus absurd.

### Improvisation
Zu den Kennzeichen der neuen Vokalmusik gehört auch die zunehmende Eigenständigkeit der Interpreten. In Luciano Berios Sequenza III verwendet der Komponist nur Andeutungen eines Notensystems. Die exakte Tonhöhe und Länge der Notenwerte ist der Interpretin überlassen, ebenso wie die genaue Realisierung des Murmelns, das verschiedene, übereinander geschriebene Silben zu einem undeutlichen Textfluss vereinen soll.
Eine besondere Rolle für Deutschland spielte dabei der Auftritt von John Cage 1958 in Europa, wo er in Darmstadt, Köln, Mailand und anderen Städten zu Besuch war. Mit seinen unkonventionellen Stücken wie 4′33″, während dessen kein einziger Ton gespielt wird, und seinem weit gefassten Begriff von Musik als Werk sorgte er für Aufsehen und gab deutschen Komponisten wie Schnebel Impulse, die aus dem seriellen Denken herausführten. Zu seinem Vokalschaffen gehört The wonderful widow of eighteen springs, das nur aus drei Tönen für die Singstimme und Klopfgeräuschen auf dem geschlossenen Klavier besteht, sowie sein „Song book“, in dem er das nur andeutungsweise notierte Werk von den Ausführenden improvisierend entstehen lässt. Gleichzeitig fand die Fluxus-Bewegung Eingang in die musikalische Ästhetik der Zeit.
Ein Jahr später entstand Dieter Schnebels Idee der „Glossolalie“ für Sprecher und Instrumentalisten. Aus der Idee, die Funktionen von Sprache und Musik miteinander zu vertauschen, entstand auf 29 Blättern ein Konzept der Komposition. Verschiedene Sprech- und Instrumentalvorgänge (einfach – komplex, nah – fern, konsonantisch – vokalisch etc.) wurden seriell aufeinander bezogen und in einer vorläufigen Version ausgearbeitet. Mit diesem musikalischen Konzept bewarb sich Schnebel bei seinen ebenfalls komponierenden Kollegen. Aloys Kontarsky, einer der führenden Avantgarde-Musiker der fünfziger Jahre, half Schnebel dabei, sein Konzept allein zu realisieren. Aus diesem Prozess entstand die „Glossolalie 61“.
Die Partitur ist grafisch aufgebaut und soll gleichzeitig die Aktionen der Ausführenden wie auch ihren (evtl. Noten-) Text darstellen.
Aus Schnebels intensiver Beschäftigung mit der Phonetik, den Artikulationsvorgängen der Sprache und dem Sprechvorgang an sich entstanden die Maulwerke, die den Untertitel „für Artikulationsorgane und Reproduktionsgeräte“ tragen – nicht „für Stimmen“, denn die Idee der Maulwerke ist primär auf den Fokus „Musik aus Organbewegungen“ gerichtet.

## „Neue Vokalität“
„Ist das denn noch Musik?“ soll ein Zuhörer gefragt haben, als er sich eines von John Cages Werken angesehen hatte. Der Komponist erwiderte, wenn man denke, dies sei keine Musik, könne man es ja anders nennen.
Ebenso könnte man fragen, ob die dargestellten Erweiterungen des klassischen Gesangs diesem nicht eigentlich im Grunde zuwiderlaufen. Da das herkömmliche Belcanto-Ideal mit allen erdenklichen Mitteln verfremdet, unterbrochen, in den meisten Fällen gemieden wird, liegt es nahe, dass der Belcanto-Gesang als Ideal der Neuen Musik weitgehend ausgedient hat. Schnebel fühlte sich beim Anhören von Luigi Nonos La fabbrica illuminata sogar durch die ganz traditionell eingesetzte Stimme gestört.
Helmut Lachenmann bezeichnet die Person der Sängerin in seinem sehr geräuschdominierten Werk temA als „Vokalistin“. Hiermit verwendet er einen Begriff, der die Entfernung vom klassischen Singen und die Nähe zur Instrumentalmusik deutlich macht. Tatsächlich sind die dargestellten neuen vokalen Techniken eine ganz eigene Kunst, die neue Sängertypen fordert, welche mit ihrer gesamten Stimme, ihrem ganzen Körper als Klang- und Darstellungsapparat so virtuos umzugehen verstehen müssen wie mit einem Instrument.
Der Vergleich zum Instrument wird auch bei klassischen Sängern gern herangezogen, jedoch bleibt ihr Klang auf eine bestimmte, idealisierte Tonqualität begrenzt. Mit den Ausweitungen der Ästhetik des stimmlich Schönen bezieht man nun auch alles andere in diesen Kosmos ein, was zuvor brachlag und nur in Ausnahmefällen zu verwertbarem Belcanto-Klangmaterial gerechnet wurde.
Carla Henius, klassisch ausgebildete Sängerin und schon länger mit Werken der Neuen Musik beschäftigt, schildert, wie schwer sich der Übergang von einer traditionell ausgebildeten Sängerin zur Vokalistin für sie anhand Dieter Schnebels Stück „Atemzüge“ aus der Komposition Maulwerke gestaltete:

„Ich bin sie nie ganz unbefangen angegangen, eher wie durch ein dichtes Gestrüpp am Boden gekrochen; zerschunden, schmutzig kam ich hinaus ins Freie und fand mich jedesmal an ganz anderer Stelle wieder als ich erwartet, geträumt oder befürchtet hatte. Im Verlauf der Arbeit an dem Stück, die sich über einige Jahre hinzog, hatte ich wahrhaftig nicht sagen können, wovon ich mich schließlich ‚befreite‘. Es war doch eher eine hochnotpeinliche Prozedur, der man unterzogen wurde im Glauben, sie freiwillig auf sich genommen zu haben. Die ganze Sache tat einfach weh, und lange hörte ich nur ‚mein eigen Schmerzgekreisch‘. Die geschulte Stimme versagte zunächst ihren Dienst. Den Gedanken ging es nicht besser: sie liefen wie im Kreis wie ein blindes Pferd, das Wasser schöpfen muß. Aber der Brunnen war da, ich spürte ihn, wußte, ich werde da hinunter müssen. Erst im Fallen verlor sich die Angst, die mich so lange hinderte, wirklich zu springen.“

Auch die Mitstreiter der Sängerin hatten es nicht einfach. Insbesondere bei der Erarbeitung der Partitur ergaben sich Probleme:

„Das zu lesen und schließlich zu lernen war so schwierig, daß die Interpreten – obwohl im Umgang mit hochkomplizierten Texten keineswegs unerfahren – auf den Komponisten lästerlich wie Caliban fluchten, weil er uns so die Sprache beibringen wollte. Trostlos stumpfsinnige erste Arbeitsmonate, die wir dennoch durchhielten, bis dann die Anfangsstadien der Ratlosigkeit, Wut und Verzweiflung schließlich umschlugen in wachsende Faszination und Besessenheit.“

Ernst Haeflinger geht in Die Kunst des Gesangs auf die Herausforderungen neuer Musik für die Sängerstimme ein. Er nimmt als unabdingbare Grundvoraussetzung der Neuen Musik an den Sänger zuerst eine überaus sichere Technik wahr, daneben müsse man früh mit der Schulung des Gehörs beginnen, um die ungewöhnlichen Tonintervalle genau zu treffen. Bei der Erarbeitung verschiedener Werke mit Komponisten wie Igor Strawinsky und Aribert Reimann, die Haeflinger für außerordentlich wertvoll erachtete, war er jedoch überrascht, dass nicht die Genauigkeit der Tonschritte und Intonationssicherheit im Mittelpunkt zu stehen schien, sondern die plastische Artikulation der Sprache. Er verfolgt den Gedanken der plastischen Artikulation und stellt fest, dass sie nicht nur für Strawinsky und Reimann, sondern auch für Paul Hindemith, Anton von Webern, Arnold Schönberg, Luigi Dallapiccola und andere Komponisten ein wichtiges Moment der Komposition darstellen. Die persönliche Gestaltung von Sprache, nicht abstrakte Tongebung stehe bei diesen Werken im Vordergrund.
Andreas Fischer, Bass-Stimme bei den Neuen Vokalsolisten aus Stuttgart, hat zusammen mit dem Ensemble „Murmullos del páramo“ zusammen mit dem Komponisten Julio Estrada einstudiert, der ebenso exakt wie Lachenmann notiert, wie die Stimme zu klingen habe: „Er versieht jede Note mit bis zu sieben Angaben, die etwa festlegen, wo die Stimme zu sitzen hat – ob in der Nase, im Mund, im Hals, in der Brust, im Bauch oder im Unterleib. Und die den Druck festlegt, die die Stimme ausübt, um ein Hauchen oder eher ein Krächzen hervorzubringen.“ Estrada begleitete die Vokalsolisten bei der Einstudierung der minutiösen Angaben, bis er schließlich vor der Aufführung sagte: „Okay, schmeiß die Partitur weg, du kennst die Stimmung und weißt ungefähr, was ich will – mach einfach!“
In den begleitenden Anmerkungen zu Luciano Berios Sequenza III findet sich in Klammern die Definition: „Sängerin, Schauspielerin oder beides“. Mit dieser Anmerkung wird deutlich, dass die Interpretin (Sequenza III war Berios Frau, der Sängerin Cathy Berberian, gewidmet) nicht notwendigerweise eine klassische Gesangslaufbahn eingeschlagen haben muss, um dieses Werk reproduzieren zu können. Dasselbe ist der Fall bei Dieter Schnebels Maulwerken, von denen er einen anderen Abschnitt mit einer Gruppe ambitionierter Schüler einstudierte, die sich später zu einer eigenen Gruppe mit dem Namen „Maulwerker“ zusammenfanden. Schnebel hatte dieses Werk allerdings bewusst anti-elitär komponiert.